# Утуй Татанг Сонтани
Утуй Татанг Сонтани (индон. Utuy Tatang Sontani, 13 мая 1920, Чианджур — 17 сентября 1979, Москва) — индонезийский прозаик и драматург. Участник движения «Поколение-45» и организации «Лекра». Писал сначала на сунданском, затем на индонезийском языке. Сунданец по национальности.

## Биография
Родился 13 мая 1920 в яванском селении Чианджур. В 1938 году поступил в школу "Таман Сисва". После провозглашения независимости Индонезии начал писать на индонезийском языке. Был членом организации деятелей культуры «Лекра», которая находилась под влиянием Коммунистической партии Индонезии (КПИ). В 1958 году участвовал во Второй Конференции писателей стран Азии и Африки в Ташкенте. В конце сентября 1965 года отправился в составе делегации КПИ в Китай на празднование годовщины китайской революции. Там его застал антикоммунистический переворот в Индонезии. На родину он не вернулся, оставшись жить в Китае. В 1973 году переехал в СССР, где преподавал индонезийский язык в ИСАА при МГУ им. М. В. Ломоносова. Умер в Москве 17 сентября 1979 года. Похоронен на Митинском кладбище (участок 1 мусульманского сектора кладбища, во втором ряду вторая могила).

## Творчество
Первые два романа — бытовой «Из-за отца» и исторический «Тамбера» написаны на сунданском языке еще на школьной скамье. Последний в 1952 году был переработан на индонезийском языке (рус. пер. 1964, 1972) и опубликован в издательстве «Балей Пустака», в котором писатель стал работать с 1948 года. Там же появились его аллегорическая драма в стихах «Бамбуковая свирель» (1951), прозическая драма «Цветок кафе» (1948, рус. пер. 1957) и «Авал и Мира» (1951), либретто для традиционной оперы на мифологический сюжет «Сангкурианг» (1959) и сборник рассказов «Неудачники» (1951). В эмиграции были созданы мемуары о начале творческого пути, повести «Сарти», «Колот-колоток» (рус. пер. 1988), «Сбросивший одежды» и ряд других произведений.

Могила Утуя Татанга Сонтани на Митинском кладбище в Москве. 13.5.2018

## Память
- Малайзийский поэт Кемала, посетивший могилу Сонтани в 1989 году, посвятил ему стихотворение, в котором есть такие строки[4]:

Отдыхай, брат,

Утро и новые ростки взойдут,

Душа твоя горой

Величественно высится над нами.
- 23-26 января 2003 года в Лампунге состоялся театральный фестиваль пьес драматурга.

## Основные публикации
- Tambera (Тамбера) (1949, рус. пер. 1964), роман о начале голландской экспансии в Индонезии
- Orang-orang Sial (Неудачники) (1951), сборник рассказов
- Sapar (Сапар) (1964), повесть
- Di Bawah Langit Tak Berbintang (Под беззвёздном небом). Jakarta: Pustaka Jaya, 2001.

Пьесы:
- Suling (Свирель) (1948)
- Bunga Rumah Makan  (Цветок кафе) (1948, рус. пер. 1957)
- Awal dan Mira (Авал и Мира) (1951)
- Manusia Iseng (1953)
- Sajang Ada Orang Lain (К сожалению есть и другие) (1954)
- Di Langit Ada Bintang (На небе есть звёзды) (1955)
- Sang Sangkuriang (Сангкурианг) (1955)
- Selamat Djalan Anak Kufur (Счастливого пути тебе, неверующий) (1956)
- Di Muka Kaca (Перед зеркалом) (1957)
- Pengakuan (Исповедь) (1957)
- Si Kabajan (Кабаян) (1959, рус. пер. 1960)
- Manusia Kota (Городской человек) (1961)
- Tak Pernah Mendjadi Tua (Никогда не состарится) (1963)
- Si Kampeng (Кампенг) (1964)

## В русских переводах
- Цветок кафе. Одноактная пьеса. Пер. Е. Заказниковой и Р. Семауна. М: ИЛ, 1957.
- Си Кабаян. Рассказ-сценка. Пер. Л. Колосса. М.: ИЛ, 1960.
- Картина. Пер. Л. Ефимовой // День без вранья. Юмористические и сатирические рассказы, юморески, хикаяты, легенды и басни народов Азии. М.: Молодая гвардия, 1962.
- Клоун, Ночной патруль. Пер. Л. Владимировой и В. Сикорского // При лунном свете. Новеллы писателей Индонезии. Сост. и предисл. Е. Ревуненкова. М.: Наука, 1970.
- Тамбера. Роман. Пер. Л. Колосса. М.: ХЛ, 1964; 1972.
- Ночная стража; Шут. Пер. Е. Владимировой и Вил. Сикорского //Избранные произведения писателей Юго-Восточной Азии. М.: ХЛ, 1981.
- Колот-колоток. Пер. В. Сикорского // Современная индонезийская проза. 70-е годы. М.: Радуга, 1988.